# Islamische Fiqh-Akademie der Islamischen Weltliga
Die Islamische Fiqh-Akademie (arabisch المجمع الفقهي الإسلامي, DMG al-Maǧmaʿ al-Fiqhī al-Islāmī) der Islamischen Weltliga, englisch unter der Bezeichnung Islamic Fiqh Council of the Muslim World League („Islamischer Fiqh-Rat der Muslimischen Weltliga“') in Mekka, Saudi-Arabien, ist eine 1977 eingerichtete Fiqh-Institution der 1962 gegründeten Islamischen Weltliga. Dieses Gremium besteht aus einer ausgewählten Gruppe islamischer Wissenschaftler aus muslimischen Ländern.
Präsident der Fiqh-Akademie ist Sheikh Abdul Aziz bin Abdullah Al-Sheikh, der Großmufti des Königreichs Saudi-Arabien, Vorsitzender des Rates der Höchsten Religionsgelehrten und Präsident der Religionspolizei seines Landes (mit Sitz in Riad). Der Generalsekretär der Islamischen Fiqh-Akademie ist Salih ibn Zabin al-Marzuqi.
Zu den Publikationen der Islamischen Fiqh-Akademie zählt die Zeitschrift der Islamischen Fiqh-Akademie (Maǧallat al-Maǧmaʿ al-Fiqhī al-Islāmī / Journal of the Islamic Fiqh Academy).

## Personalia
Abdullah bin Abdul Mohsin Al Turki, ehemaliger Generalsekretär der Islamischen Weltliga, ist seit vielen Jahren mit der Fiqh-Akademie verbunden. Zudem bestehen personelle Verbindungen zu ähnlichen islamischen Institutionen, z. B. bei Hamza Abu Faris, Minister für religiöse Angelegenheiten Libyens, der auch für den European Council for Fatwa and Research (Europäischer Rat für Fatwa und Forschung) mit Sitz in Dublin forscht.